# Nóżka czułka

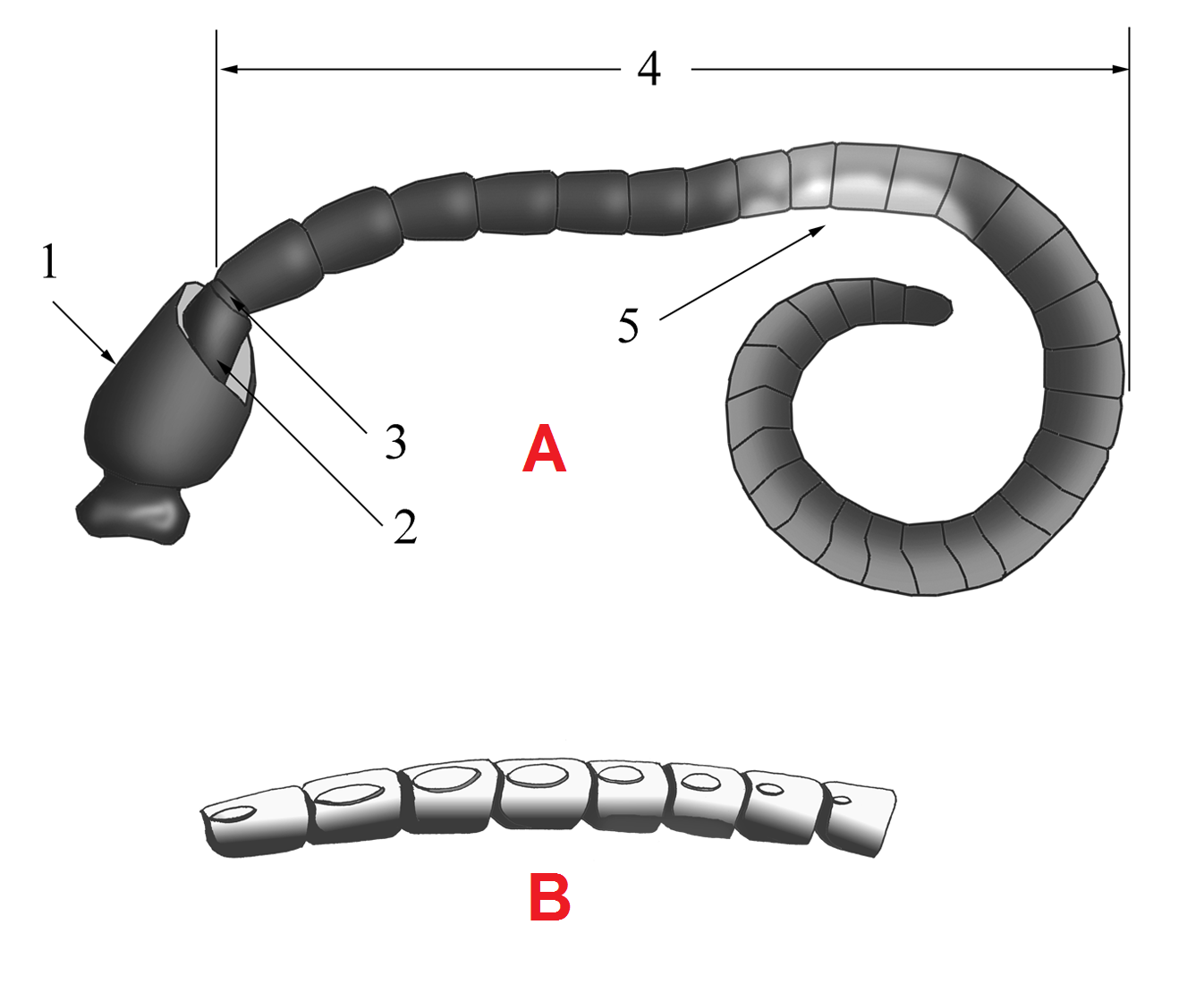
Czułek gąsienicznika. 1: trzonek z widocznym radiculusem (nabrzmiałość u nasady oddzielona przewężeniem), 2: nóżka, 3: anellus, 4: wić czułka, 5: pierścień wici (flagellomer)

Nóżka czułka, pedicel (łac. pedicellus, pedicellum, articulus pedicellaris, torus) – drugi człon czułków u owadów.
Nóżka stanowi drugi człon (antennomer) czułka, położony dystalnie od trzonka i proksymalnie od wici. U prawie wszystkich owadów zawiera on narząd Johnstona. Zwykle człon ten jest krótki i odbiega kształtem od innych członów czułków. Na powierzchni nóżki znajdować może się kilowata wyniosłość (łac. carina pedicellaris). W czułkach kolankowatych (łac. antenna geniculata) wić wyrasta pod kątem względem nóżki.
Na bocznej lub grzbietowo-bocznej ścianie nóżki zaczepia się musculus scapopedicellaris lateralis, a na jej mezalnej lub przednio-mezalnej lub przedniej krawędzi musculus scapopedicellaris medialis. Oba te mięśnie biorą początek w trzonku czułka. Ponadto u wachlarzoskrzydłych boczna krawędź nóżki stanowi miejsce zaczepu dla musculus frontopedicellaris, biorącego początek na czole. U rybików z rodzaju Ctenolepisma z nasadowej części nóżki czułka wychodzi musculus intraflagellaris, ciągnący się prawie do wierzchołka wici czułka.